# Luc Frieden
Luc Frieden ( * 16. září 1963, Esch-sur-Alzette) je lucemburský politik. Od 17. listopadu 2023 je premiérem Lucemburska. Je představitelem Křesťansko-sociální strany, jejímž je od 16. března 2024 předsedou. V minulosti zastával řadu dalších vládních funkcí: ministr financí (1998–2009, 2009–2013), ministr spravedlnosti (1998–2009), ministr obrany (2004–2006). Po dobu 15 let působil jako guvernér Světové banky a Mezinárodního měnového fondu. Byl též prezidentem Lucemburské obchodní komory a federace evropských obchodních a průmyslových komor Eurochambres. V soukromém sektoru byl místopředsedou představenstva Deutsche Bank a předsedou dozorčí rady Deutsche Bank Luxembourg.
Jako ministr financí zajišťoval přechod od lucemburského franku k euru. Ve funkci premiéra mezi jeho priority patří masivní nábor policistů, rozvoj kamerového dohledu v ulicích, přijetí daňové reformy a zvýšení role soukromého sektoru ve zdravotnictví. Jeho první zahraniční cesta vedla do Berlína. Dne 21. března 2024 na summitu o jaderné energii v Bruselu zaujal příznivý postoj k jaderné energii. Zdůraznil, že výzkum nových jaderných technologií je podle jeho názoru důležitý. Tím narušil dlouhodobý protijaderný konsensus lucemburské politiky. Dočkal se vlny odporu a kritiky na domácí scéně. Jeho vystoupení před parlamentní komisí pro životní prostředí 27. března 2024 pak bylo interpretováno jako kapitulace a ústup od původního stanoviska.
Vystudoval obchodní právo na Univerzitě Paříž 1 Panthéon-Sorbonne. Získal magisterský titul v oboru srovnávacího práva na Queens' College v Cambridgi a další magisterský titul v oboru práva na právnické fakultě Harvardovy univerzity. Kromě lucemburštiny hovoří plynně anglicky, německy, francouzsky a má dobrou pracovní znalost nizozemštiny, rodného jazyka své manželky.